# John Cafiero
John Cafiero (...) è un cantante, regista e produttore cinematografico statunitense, famoso per essere il frontman del supergruppo punk rock Osaka Popstar.
Con il gruppo horror punk Misfits, inoltre, ha prodotto i video di American Psycho e Dig Up Her Bones, oltre ad aver cantato con loro nella canzone I Wanna Be a NY Ranger come guest vocalist.
Ha partecipato come produttore al DVD di Marky Ramone Ramones: Raw.